# Norbert Lieb
Norbert Lieb (* 18. Januar 1907 in Frankenthal (Pfalz); † 20. Dezember 1994 in München) war ein deutscher Kunsthistoriker und Lehrstuhlinhaber.

## Leben
Norbert Lieb studierte nach dem Besuch eines Münchener Gymnasiums Kunstgeschichte an der Universität München und wurde 1931 bei Wilhelm Pinder zum Doktor der Philosophie promoviert. 1931/32 war er zunächst als Volontär am Bayerischen Nationalmuseum und an den Bayerischen Staatsgemäldesammlungen tätig, bevor er 1932 Leiter des Maximilian-Museums und der Städtischen Kunstsammlungen Augsburg wurde. 1937 wurde er Mitglied der NSDAP. Im September 1938 kündigte er seine Stelle, um sich politischem Druck zu entziehen, 1947 wurde er erneut bis 1963 Leiter der Kunstsammlungen. Von 1959 bis 1973 war er Honorarprofessor, ab 1963 außerordentlicher und ab 1968 ordentlicher Professor für Kunstgeschichte mit dem Schwerpunkt bayerische Kunstgeschichte an der Universität München. 1973 wurde er emeritiert.
Sein Hauptforschungsgebiet war die Geschichte der bayerischen und schwäbischen Barockarchitektur.
Im Jahr 1962 erhielt er den Bayerischen Verdienstorden, 1991 das Verdienstkreuz 1. Klasse des Verdienstordens der Bundesrepublik Deutschland.
Ab 1925 war er Mitglied der katholischen Studentenverbindung KDStV Aenania München. Norbert Lieb war Rotarier und mit Doris Lieb, geborene Haas, verheiratet.

## Veröffentlichungen (Auswahl)
Siehe Verzeichnis der Schriften von Norbert Lieb (Auswahl). In: Zeitschrift für Bayerische Landesgeschichte. Band 35, 1972, S. 360–376 (Digitalisat)
- Ottobeuren und die Barockarchitektur Ostschwabens. Dissertation. München 1931.
- Münchener Barockbaumeister. Leben und Schaffen in Stadt und Land. Archivalische Vorarbeiten von Adolf A. Lieb (= Forschungen zur deutschen Kunstgeschichte. Band 35). Verlag Dr. Schnell und Dr. Steiner, München 1941.
- Barockkirchen zwischen Donau und Alpen. Hirmer, München 1953.
- mit Franz Dieth: Die Vorarlberger Barockbaumeister. Schnell & Steiner, München 1960; 2., völlig neubearbeitete und erweiterte Auflage ebenda 1967.
- als Hrsg.: Münchens Kirchen. Mit einem chronologischen Verzeichnis der bestehenden Kirchenbauten. Süddeutscher Verlag, München 1973, ISBN 3-7991-5623-3.
- Ingolstadt in der Kunstgeschichte Bayerns. In: Theodor Müller, Wilhelm Reissmüller (Hrsg.) in Zusammenarbeit mit Siegfried Hofmann: Ingolstadt. Die Herzogstadt, die Universitätsstadt, die Festung. 2 Bände. Ingolstadt 1974, Band 2, S. 397–563.